# Соколски манастир
Соколски манастир је манастир бугарске православне цркве основан 1833. године и носи име по свом оснивачу Јосифу Соколском . Посвећен је Успењу Пресвете Богородице. Налази се 15 km југозападно од Габрова на северним падинама Старе планине у бугарском парку природе у близини Соколске пећине.
Првобитна, мала дрвена црква саграђена је 1833. године а фреске су завршене годину дана касније. Христо Цокев, уметник из Габрова, донирао је цркви икону која представља Девицу Марију и Христа и која се сматра чудесном. У 1862. години, отац Паул Зограф и његов син из села Шипке осликали су цркву фрескама.
Манастир има велико двориште окружено стамбеним и комуналним објектима. У центру дворишта, 1865. године мајстор Никола Фичев изградио је велику камену фонтану са осам славина. Манастир је изграђен за време бугарског националног препорода са огромном подршком мештана Габрова и локалних села.
Манастир је имао важну улогу у Априлском устанку у Бугарској. У овом манастиру, вођа устанка Цанко Дустабанов окупио је групу добровољаца за борбу против турака. У краћем периоду за време Руско-турском рату 1877—1878. године манастир је био болница.
Соколски манастир је проглашен за историјску локацију у Бугарској 1973. године.

## Галерија
- Капија на улазу
- Манастирски конак
- Поглед на манастир
- Унутрашњост куполе